# 國民體育會 (葡萄牙)
國民體育會（葡萄牙語：Clube Desportivo Nacional），又稱馬德拉國民（Nacional da Madeira）或國民隊（Nacional），是一間位於葡萄牙馬德拉群島首府豐沙爾的足球會，於1910年成立，主場位於馬德拉體育場。球队的同城德比对手是馬里迪莫體育會。
俱乐部因培养出了著名球星、葡萄牙国脚克里斯蒂亚诺·罗纳尔多而闻名。为了纪念这位俱乐部最著名的球员，他们将其青少年训练设施命名为克里斯蒂亚诺·罗纳尔多足球学校（Cristiano Ronaldo Câmpus Futebol）。
与许多其他葡萄牙俱乐部一样，马德拉国民除了足球队外，还运营着多个体育队，包括沙滩足球、拳击、艺术体操、艺术体操、网球、铁人三项等。

## 外部連結
- 官方網站（页面存档备份，存于）